# Malšovice
Malšovice (en allemand : Malschwitz) est une commune du district de Děčín, dans la région d'Ústí nad Labem, en Tchéquie. Sa population s'élevait à 959 habitants en 2021.

## Géographie
Malšovice se trouve sur la rive gauche de l'Elbe, à 6 km au sud-ouest du centre de Děčín, à 12 km au nord-est d'Ústí nad Labem et à 76 km au nord-nord-ouest de Prague.

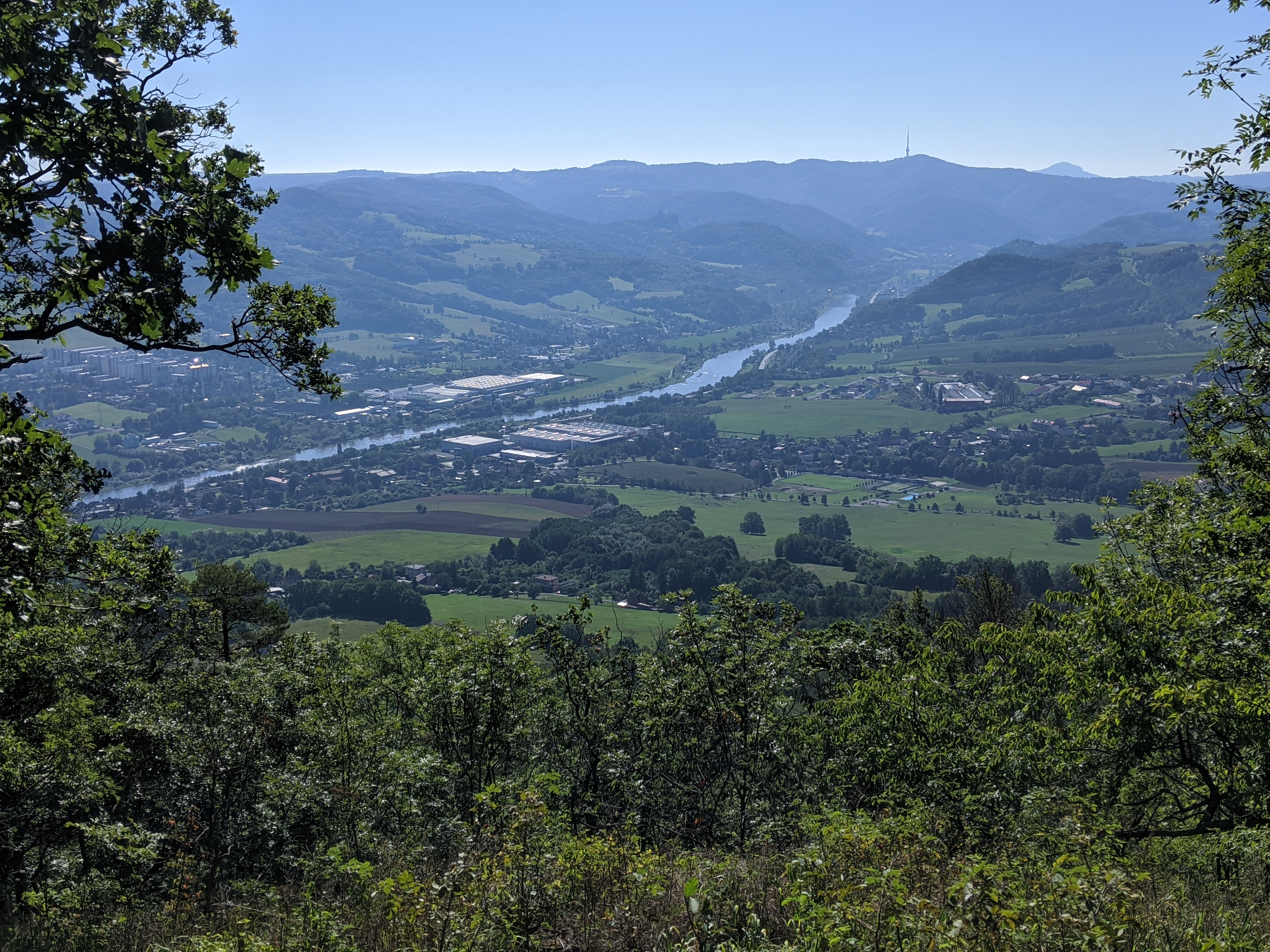
Vue de la vallée de l'Elbe depuis le mont Chmelník (508 m).

La commune est limitée par Jílové et Děčín au nord, par l'Elbe et Děčín à l'est, par Dobkovice et Povrly au sud, et par Libouchec à l'ouest.

## Histoire
La première mention écrite du village date de 1543.

## Administration
La commune se compose de sept quartiers :
- Malšovice
- Borek
- Hliněná
- Choratice
- Javory
- Nová Bohyně
- Stará Bohyně

## Transports
Par la route, Malšovice se trouve à 7 km de Děčín, à 18 km d'Ústí nad Labem et à 108 km de Prague.